# Marie-Hélène Aubert

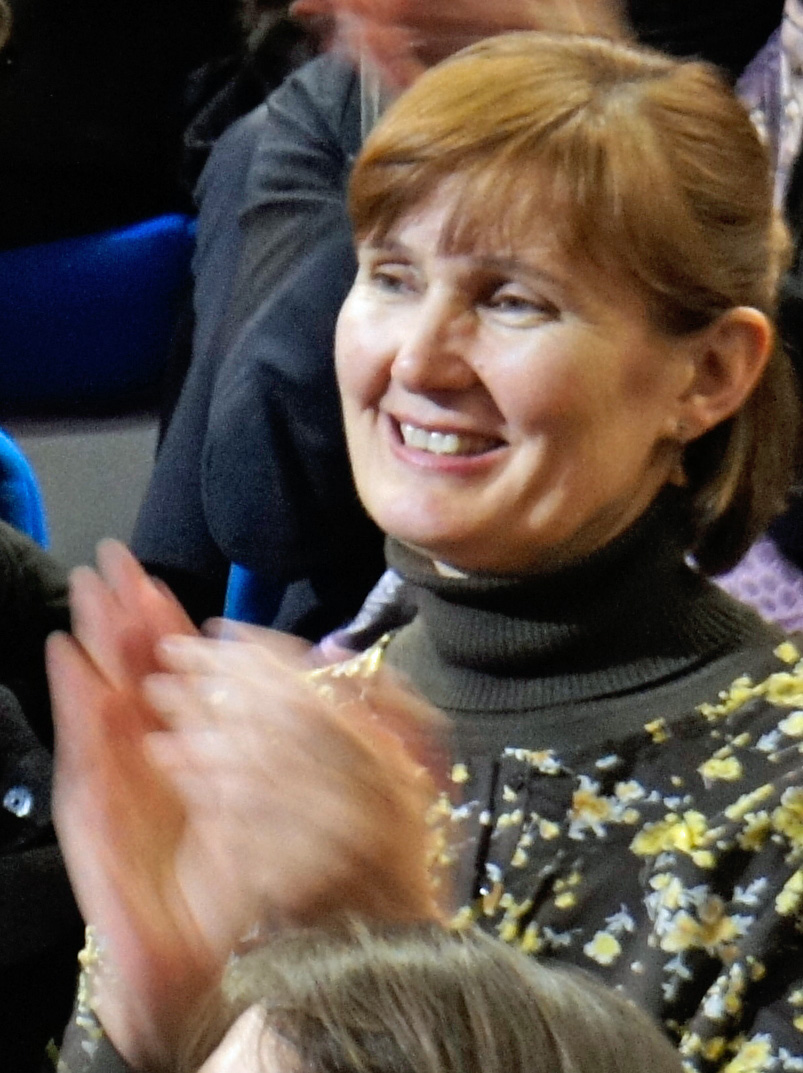
Marie-Hélène Aubert (2012)

Marie-Hélène Aubert (* 16. November 1955 in Nantes) ist eine französische Politikerin der Partei Les Verts (Die Grünen).

## Leben
Von 1997 bis 2002 war sie Abgeordnete des Départements Eure-et-Loir und Vizepräsidentin der Nationalversammlung von 2001 bis 2002.
Seitdem sie im Herbst 2002 für die Grünen im Kongress von Nantes saß, führte sie mit Christophe Porquier die Bewegung Erneuerung jetzt (Renovation maintenant). Sie war Sprecherin der Grünen, bis sie im Juni 2004 in das Europäische Parlament gewählt wurde, dem sie bis 2009 angehörte.
Am 13. Juni 2004 führte sie die Liste Les Verts im westlichen Wahlkreis (Bretagne, Pays de la Loire und Poitou-Charentes) und wurde für diesen Wahlkreis ins Europäische Parlament gewählt.
Sie ist die Autorin des Berichtes Les OGM, pour quoi faire? (2000) und Berichterstatterin des Kyoto-Protokolls.